# Richard Witschge
Richard Witschge (ur. 20 września 1969 w Amsterdamie) – holenderski piłkarz grający na pozycji lewego skrzydłowego lub środkowego pomocnika. Z reprezentacją Holandii, w której barwach rozegrał 31 meczów, brał udział w finałach Mistrzostw Świata 1990 i Euro 1996. Łącznie przez jedenaście sezonów był zawodnikiem Ajaksu Amsterdam, z którym zdobył mistrzostwo kraju i Puchar Zdobywców Pucharów. Wygrywał również rozgrywki ligowe w Hiszpanii (z FC Barcelona) i Anglii (z Blackburn Rovers).

## Sukcesy piłkarskie
- mistrzostwo Holandii 1990, Puchar Holandii 1987, 1998 i 1999, Puchar Zdobywców Pucharów 1987 oraz finał Pucharu Zdobywców Pucharów 1988 z Ajaxem Amsterdam
- mistrzostwo Hiszpanii 1992 i 1993 z FC Barceloną
- mistrzostwo Anglii 1995 z Blackburn Rovers

W reprezentacji Holandii od 1990 do 2000 roku rozegrał 31 meczów i strzelił 1 gola – uczestnik Mistrzostw Świata 1990 (1/8 finału) oraz Mistrzostw Europy 1996 (ćwierćfinał).